# Тацугіку-Мару
Тацугіку-Мару (Tatsugiku Maru) — транспортне судно, яке під час Другої світової війни взяло участь у операціях японських збройних сил в архіпелазі Бісмарка.
Тацугіку-Мару спорудили в 1943 році на верфі Urabe Zosen Tekkosho на замовлення компанії Tatsuuma Kisen.
Надалі судно реквізували для потреб Імперського флоту Японії.
21 листопада 1943-го Тацугіку-Мару у складі конвою O-107 вийшло з японського порту Саєкі та 5 грудня прибуло на Палау — важливий транспортний хаб у західній частині Каролінських островів.
Через два місяці судно знову опинилось на Палау, звідки вийшло 12 лютого 1944-го у складі конвою SO-903 до Рабаулу — головної передової бази у архіпелазі Бісмарка, з якої вже два роки провадились операції на Соломонових островах. У цей період японські сили в регіоні були вже критично ослаблені, а Рабаул став об'єктом потужних авіаударів.
Уже в ніч проти 19 лютого 1944-го Тацугіку-Мару полишило Рабаул разом із конвоєм O-902. У другій половині дня 19 лютого поблизу західного завершення острова Нова Ірландія (за два десятки кілометрів від Кавієнгу) конвой був повністю розгромлений авіацією. Тацугіку-Мару затонуло, при цьому загинуло 15 членів екіпажу.